# Топонимия Владимирской области

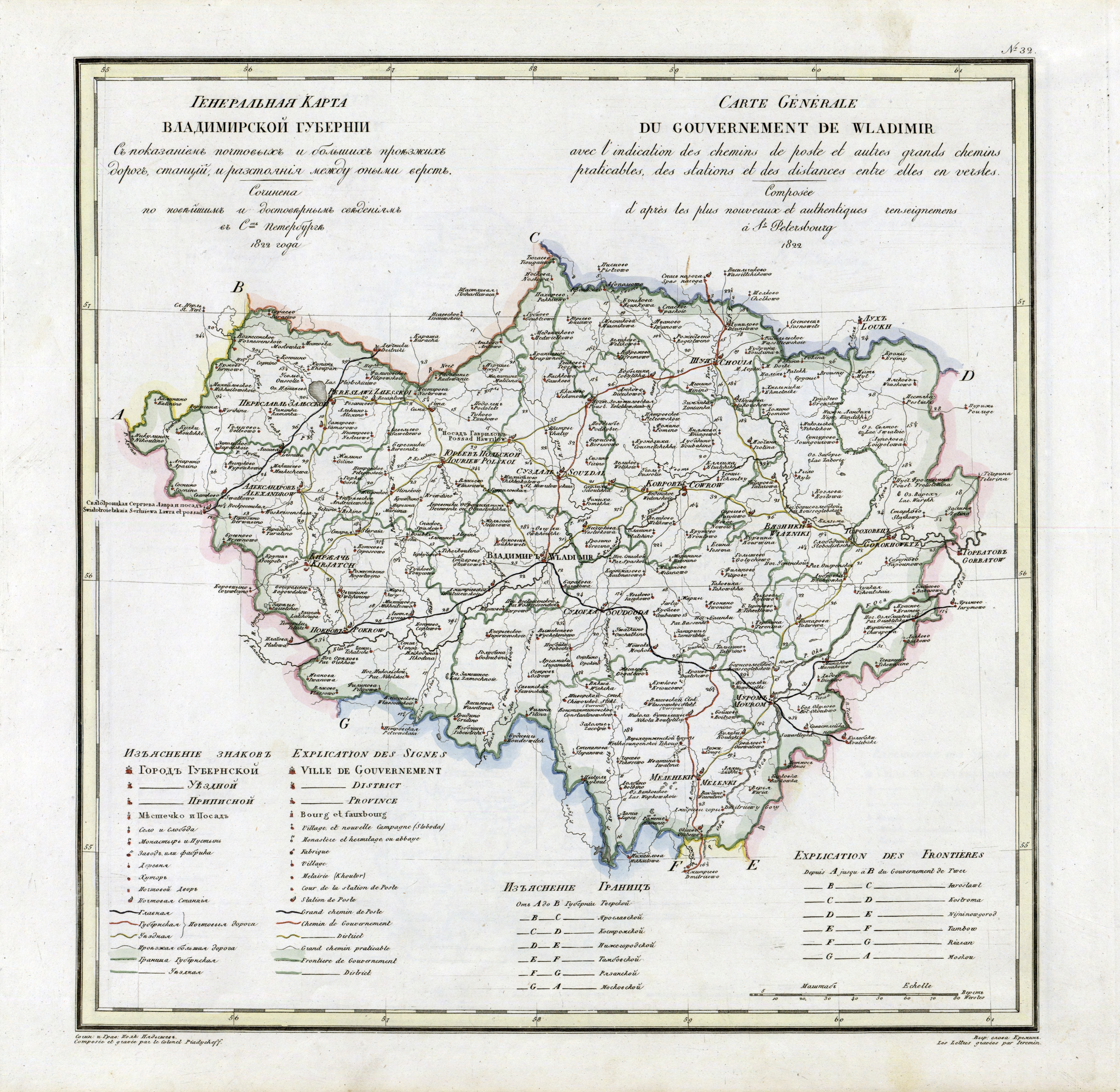
Карта Владимирской губернии (1822)

Топонимия Владимирской области — совокупность географических названий, включающая наименования природных и культурных объектов на территории Владимирской области.
До 1719 года существовал Владимирский уезд Замосковного края Московского царства, в 1719 году. в ходе административной реформы Петра I была образована Владимирская провинция в составе Московской губернии. При административно-территориальных реформах Екатерины II в 1778 году образовано самостоятельное Владимирское наместничество с разделением на 14 уездов. В 1796 году наместничество преобразовано во Владимирскую губернию. С 1881 по 1917 год Владимирская губерния состояла из 13 уездов и границ своих не меняла.
Просуществовала губерния до 1929 года, когда постановлением Президиума ВЦИК «Об образовании на территории РСФСР административно-территориальных объединений краевого и областного значения» от 14 января 1929 года с 1 октября 1929 года Владимирская губерния (в границах, значительно меньших Владимирской губернии времён Российской империи) была упразднена. Была образована Ивановская Промышленная область (в самом постановлении данного наименования ещё нет, Комиссии по районированию при Президиуме ВЦИК поручено установить наименование области) с центром в городе Иваново-Вознесенске, в составе, в качестве основного массива, губерний Иваново-Вознесенской, Владимирской, Ярославской и Костромской.
В нынешних границах Владимирская область образована 14 августа 1944 года Указом Президиума Верховного Совета СССР на территории Владимирской губернии, существовавшей до 14 января 1929 года. С тех пор наименование региона не менялось.

## История формирования
Согласно оценке В. А. Жучкевича, Владимирская область относится к топонимическому району «Север Центра Европейской части России». В этом регионе большинство топонимистов выделяет три основных топонимических пласта:
1. волго-окский
2. финно-угорский
3. славянский (позднейший).

Соответственно, по типу топонимической стратиграфии регион характеризуется как топонимия, сложившаяся на базе гидронимии, значительная часть которой вторичного происхождения. Такой тип топонимической стратиграфии обусловлен богатой историей региона. Во время становления основной топонимии местность представляла собой лесную зону с редкими безлесными участками, поэтому и больших различий в семантическом значении названий нет. По типу образования в регионе ярко выражены славянские топонимические типы. Наиболее характерная их черта — аффиксация, широкое распространение географических названий, образованных с помощью суффиксов и префиксов: Струнино, Залесье, Заречное и т. д. Примерно 84-85 % ойконимов создано с помощью этого способа, на долю словосложения приходится только около 1 %, на долю словосочетаний (типа Брыковы Горы, Барское Рыкино) — 10-12 %, на чистую основу — 3-4 %. Например, по данным В. А. Никонова, в Струнинском районе чистая основа оставляет 4 % всех ойконимов, аффиксация — 85 %, словосложение — 1 % и словосочетание — 10 %. Наиболее типичны суффиксы -ов/ев, -ин, -ка, а в некоторых районах -иха, -ята. Однообразие топонимических типов приводит к большой повторяемости географических названий. Так, во Владимирской области названий, производных от имени Иван, насчитывается 31.

## Состав
По состоянию на 27 февраля 2023 года, в Государственном каталоге географических названий во Владимирской области зарегистрировано 4164 названия географических объектов, в том числе — 2519 названий населённых пунктов. Ниже приводятся списки топонимов крупнейших природных объектов и населённых пунктов области с указанием их вероятной этимологии и происхождения.

### Гидронимы

#### Потамонимы
- Клязьма — по предположению краеведа А. Ф. Малявко, название реки Клязьма имеет финно-угорское происхождение и может быть переведено как «место, богатое рыбой» («kalaisa maa»)[6]. По другой версии, название имеет балтское происхождение и происходит от слова klėizoti — тащиться, ковылять, что создает образ движения неторопливой, извилистой реки[7].
- Шерна — гидроним может иметь связь с литовским šernas — «дикий кабан, вепрь» либо с литовским širmas — «серый, сивый»[8].
- Киржач — на картах разных лет и в литературе существует некоторая путаница с вопросом, что считать Киржачом, что Малым Киржачом, что Большим Киржачом, а что Богоной (Боганой). Апеллятив Киржач (Кержач) — ср. мокш. кержи — «левый»[9].
- Пекша — этимологию гидронима связывают с мордовским пекше «липа», хотя липа — это дерево, но не река. По мнению О. Д. Федченко, более убедительной выглядит утверждение Ю. В. Откупщикова о балтском происхождении названия от pèkė — «жаба» с реконструированными суффиксами. С уточнением, что этимология может быть скрыта в глаголе pikšė́ti, pi̇̀kši — «хлопать, шлепать, хлестать, взламывать, трещать»; другая степень вокализма pakšėti, pàkši (pãkša) — «плескаться». Сюда же можно отнести литовские гидронимы с корнем pikš[10].
- Колокша — ряд исследователей (в частности, А. К. Матвеев) предлагал финно-угорский корень *kala, что значит 'Рыбья река'. Однако, сам топоформант не объясняет, на что указывает одинаковое значение разных гидронимов Колокша, Кулой, Коленьга и другие. По мнению О. Д. Федченко, такая ситуация может свидетельствовать лишь об огласовке более древнего гидронима. Вероятно, в основе лежит глагол kalàkštyti, ija, соответствующий распространённому «речному» глаголу mušti с широким спектром значений — «хлестать, бить, напирать, крушить, давить, рубить» и т. д.[11].
- Нерль — согласно мнению О. Д. Федченко, происхождение гидронима связано с глаголом nerti, neria, причём в обоих ипостасях, предлагаемых исследователями. Как отмечал В. Н. Топоров, оба глагола едины в своей основе, хотя это их единство, их общий семантический множитель должны быть открыты и сформулированы. Как раз в рассматриваемом гидрониме, такое единство присутствует — и углублять, и погружать, и связывать (два берега), и резать, и драть (все эти глаголы мы наблюдаем в изучаемых гидронимах)[12].
- Судогда — по мнению ряда исследователей, гидроним имеет финно-угорское происхождение суд + огда. Другая распространённая версия происхождения названия реки − от древнего финно-угорского Суткеда / Судгеда — «извилистая», что реально отражает топографию русла реки. Некоторые считают, что название Судогда появилось во время татаро-монгольского нашествия от татарского су — «вода» и догд — «вокруг» ('кругом вода', 'большая вода'). По мнению О. Д. Федченко, название реки происходит от конструкта: префикс -su и корень от балтского глагола di̇́egti (ia, ė), diẽgti — «пробиваться, продвигаться, распространяться, разрастаться» (учитывая куст dyg, dygd, daig). Сюда относятся балтийские гидронимы с корнем di̇́eg и, можно предположить, ряд с корнем deg[13].
- Уводь — происхождение гидронима связано с глаголом vèsti (vẽda, vẽdė) и деривативным рядом vadžióti, vãdė, дающими обобщающее значение 'водный канал, слабеющее течение, распространяющаяся, заливающая'. Однокоренные гидронимы Vad широко распространены в Прибалтике. Первый элемент представлен префиксом -au (соответствует славянскому -у) широко встречающийся в балтском ареале. Префикс -pa используется с рассматриваемым глаголом в гидрониме Поведь[14].
- Лух — гидроним известен в форме Луг (Материалы генерального межевания России XVIII в.), но никакого отношения к пастбищным угодьям не имеет. По мнению Г. П. Смолицкой, в нём можно увидеть фино-угорское -уг (-юг) — «река», при этом начальное л остаётся необъяснимым. Поблизости фиксируется несколько гидронимов подобного типа — Тетрух, Тюлех (Тюлиг) и т. д. Изменение конечного г в х может быть объяснено местной диалектной особенностью, наряду с зафиксированным аканьем[15].
- Суворощь — происхождение гидронима связано с префиксом -su и глаголом versti с общим значением suvers̃ ti, suverč̃ ia, sùvertė — «пропахать, хлестать, пить, прорубать, двигаться из стороны в сторону». Несколько гидронимов с корнем vers̃ встречается в Литве[13].
- Ока — по мнению М. Фасмера, название Ока родственно гот. aƕa «река», др.-в.-нем. aha, ср.-в.-нем. ahe «вода, река», нов.-в.-н. Аа — название реки в Вестфалии, Швейцарии; лат. aqua «вода»[16]. Фасмер ставил под сомнение балтийское происхождение гидронима — связь с лит. akas «полынья», латыш. aka «колодец», а также считал невероятным прибалтийско-финское или марийское происхождение гидронима (от фин. joki «река» или мар. aka «старшая сестра»)[16]; эти попытки объяснения отвергаются и некоторыми другими исследователями[17]. О. Н. Трубачёв полагает, что гидроним всё же скорее балтийского происхождения, поскольку это лучше объясняет форму Ока́[16]. Согласно версии (Х. Краэ), славяне адаптировали субстратный гидроним «древнеевропейского» типа: Ока ← aqṷā «вода»[18][19]. Существует также гипотеза В. Н. Топорова. согласно которой гидроним из балтийских языков основывается на сопоставлении названия Ока с рядом литовских названий озёр и латышских микрогидронимов, образованных из лит. akis, латыш. acis — «1) незамерзающее место в реке, озере, болоте; 2) прорубь; 3) небольшое открытое пространство воды в зарастающем озере или болоте; 4) бьющий из глубины ключ; 5) глаз»[17].
- Гусь — этимология, как отмечает В. А. Никонов, относится к неизвестному языку. О. Д. Федченко предполагает, что происхождение гидронима связано с глаголом gū̃žti, a (ia) — «сжиматься, стекаться, продвигаться, оседать, шататься, идти как гусь» (eiti kaip žąsiai — образ). Однокоренные гидронимы встречаются в Прибалтике[20].
- Унжа — предложены две этимологии. Согласно первой, гидроним Унжа восходит к марийскому унгшо (фактически ÿҥыш) — «смирный, тихий», другая основывается на южноселькупском ундж, унджа — «ручей, речка». Однако обе версии выглядят неубедительно, отмечает А. К. Матвеев. По мнению О. Д. Федченко, происхождение названия Унжа связано с балтским глаголом engti (варианты ùngti, ùngzti, uñzgia (džia), unkšti) — «драть, хлестать, угнетать»[21].

### Ойконимы
- Александров — впервые упоминается в грамоте XIV века как Александровская слобода; в XVI веке — Александрова слобода; в XVIII веке снова Александровская слобода, которая в 1778 году преобразована в уездный город Александров. Название от календарного личного имени, но лицо, носившее это имя, остаётся неизвестным[22].
- Владимир — основан в 1108 году князем Владимиром Мономахом. Упоминается в летописи под 1154 годом в форме Володимѣрь, (употребительной в устной речи и по сей день)[23]. Княжеское имя Володимѣръ сочетается с притяжательным суффиксом -јь-, то есть «город Владимира». Топонимы на -јь- — это наиболее древние типы, характерные для названий славянских городов. С течением времени название города сначала по звучанию, а затем и по написанию совпало с личным именем Владимир[24]. В прошлом употреблялись также варианты Владимир-на-Клязьме и Владимир-Залесский, что было связано с существованием одноимённого города в Юго-Западной Руси — Владимира-Волынского в Волынской области современной Украины.
- Вязники — наиболее распространённая точка зрения связывает название города с произраставшими в нём и в окрестностях вязами, древнерусское слово вязник имеет значение «вязовый лес» (диалектное «род ивы, ракитник»)[25]. А. А. Тиц, ссылаясь на один из рукописных текстов, полагает, что слобода, а затем и город могли получить своё название от расположения «на вязьях», то есть на вязком, болотистом месте[26]. Наконец, народная этимология связывает название города с нелюбимым народом злым и несправедливым князем по имени Кий. Однажды во время охоты на берегу Клязьмы он увяз в болоте, но помощи не дождался и погиб под крики людей «Вязни, Кий!»[27].
- Гороховец — впервые упоминается в летописи под 1239 годом. Название, по-видимому, уменьшительное производное от ойконима Горохов (ср. Переяславль — Переяславец, Ростов — Ростовец и др.). В основе первичного ойконима некалендарное личное имя Горох, менее вероятно непосредственное образование от горох с суффиксом -овец (ср. Березовец, Дубовец, Липовец и др.)[28].
- Гусь-Хрустальный — возник как посёлок при хрустальной фабрике, основанной в 1756 году купцом Акимом Мальцовым. В течение более чем полутора веков посёлок именовался Гусевская хрустальная фабрика или Гусь-Мальцевский по фамилии владельцев фабрики, реже — село Гусь. Лишь в 1926 году, при образовании Гусевского уезда, его центр получает название «рабочий посёлок Гусь-Хрустальный». Знаменательная часть названия дана по расположению на реке Гусь. Сейчас это вполне русское название, которое вместе с названием главного притока Гуся — реки Колпь — образует даже некий тематический ансамбль — обе названы по водоплавающим птицам. Однако не исключено, что они возникли в результате калькирования или переосмысления дорусских названий. Определение Хрустальный характеризует специализацию города, которая сохраняется и в настоящее время[29].
- Камешково — расположен в местности, прежде называвшейся пустошью Камешки и входившей в XIX веке в состав вотчины, центром которой было село Горки Ковровского уезда. Принадлежала вотчина иваново-вознесенским фабрикантам Дербенёвым, которые в 1877 году основали «Товарищество мануфактур Никанора Дербенёва — сыновья». В 1892 году Дербенёвы построили в пустоши Камешки свою текстильную фабрику, а при ней посёлок для рабочих[30]. В начале XX века при ткацкой фабрике образовался посёлок Камешково (прежнее название — Авдотьино, посёлок носил это название до 1920-х гг.)[31].
- Карабаново — образован в 1938 году из села Карабаново; название по фамилии бывших владельцев помещиков Карабановых[29].
- Киржач — возник как слобода при основанном в XIV веке Киржачском Благовещенском или Введенском Троицком монастыре. Географическое определение в названии монастыря — по его расположению на реке Киржач (левый приток Клязьмы), ср. мокш. кяржи, эрз. керш — «левый». После закрытия монастыря в 1764 года слобода становится селом Киржач, которое в 1778 году преобразуется в город[32].
- Ковров — возник, согласно преданию в XII в. как деревня Елифановка, называвшаяся по имени её основателя зверолова Елифана (вероятно, искажённое Епифан). Позже село, называвшееся по церкви Рождественское. В XVI веке село принадлежало князьям Ковровым и получило название Коврово. С 1778 года — город Ковров[33].
- Кольчугино — возник в 1871 году как посёлок при медерасковочном и проволочном заводе, принадлежавшем купцу А. Г. Кольчугину и получил название по фамилии предпринимателя. С 1931 года — город Кольчугино[34].
- Костерёво — возник как посёлок при станции Костерёво, которая была открыта в 1890 году для обслуживания стекольного завода, находившегося в 25-30 км от неё; название по фамилии владельца завода И. И. Костерёва. С 1981 года — город Костерёво[34].
- Курлово — известен с 1811 года как посёлок Курлыво при стекольной фабрике. С. А. Мальцов, из династии промышленников Мальцовых, по купчей 1811 года приобретает целый ряд фабрик вокруг Гусевского хрустального завода в Мещёрских землях Рязанской губернии, и в Касимовском уезде он основывает Курловскую стекольную фабрику. По местной топонимической легенде, название посёлка появилось потому, что над фабрикой часто пролетали караваны «курлычащих» журавлей. Это так понравилось управляющему, что он назвал фабрику «Курловская».
- Лакинск — с XV века известно село Ундол, расположенное на реке Ундол (ныне Ундолка); гидроним явно имеет дорусское происхождение. В 1889 году при селе открыта прядильно-ткацкая фабрика, названная в советское время в память местного партийного деятеля М. И. Лакина (1876—1905). С развитием фабрики образуется сначала рабочий посёлок Лакинский, а в 1969 году — город Лакинск, поглотивший и село Ундол[35].
- Меленки — образован в 1778 году из дворцового села Меленки. Название по расположению на реке Меленка, что, очевидно, связано с наличием на этой реке мельницы[36].
- Муром — считается, что название города происходит от финно-угорского племени мурома, которое впервые упоминается в «Повести временных лет» в недатированной части летописи до призвания варягов. Не исключена и обратная зависимость. Этимология слова мурома неизвестна. В этом регионе много аналогичной гидронимии: река Муромка, озеро Муромское, Муромская Лука, ручей Муромец, Мурма и др.[37]. Так, гидроним Мурма объясняется из литовского murmėti «ворчать, урчать, журчать»[38]. Возможно, по-марийски мурома — «место пения, веселья»[39].
- Петушки — возник как посёлок при станции Петушки (открыта в 1861 году), названной по соседней деревне Петушки (ныне — Старые Петушки). Название деревни от прозвищной фамилии Петушков; народная этимология связывает название с растением петушиный гребень или с разбойниками, подававшими сигналы петушиным криком. Пристанционный посёлок в 1926 году значится как посёлок городского типа Новые Петушки, с 1965 года — город Петушки[40].
- Покров — возник как поселение при Антониевой Покровской мужской пустыни, существовавшей в XV—XVIII веках. После упразднения пустыни поселение становится селом Покров ведомства Коллегии экономии, а в 1778 году преобразуется в город Покров[41].
- Радужный — основан в 1971 году как посёлок оборонного предприятия «Радуга»; с 1998 года — город Радужный и ЗАТО[42].
- Собинка — впервые упоминается как пустошь Собинова; название от антропонима: мужское личное имя Собина встречается в источниках с XV века. В 1920-х годах некоторое время назывался Комавангард по имеющейся в нём текстильной фабрике «Коммунистический авангард»[36].
- Струнино — образован в 1938 году из рабочего посёлка Струнино, ранее село Струнино, известное с 1492 года. Название от антропонима: ср. Федор Струна Сухорин, XV в., Переяславль, от него Струнины, мелкие землевладельцы, XVI века, там же[43].
- Судогда — упоминается в документах XVII века как Судогодская слобода; позже село Судогда, с 1778 года — город. Название по расположению на реке Судогда (правый приток Клязьмы). Гидроним типичен для дорусской гидронимии Севера: основа суд- и формант -огда неоднократно встречаются в гидронимах финно-угорского происхождения[44].
- Суздаль — впервые упоминается в летописи под 1024 годом как Суждаль, но уже с XI века, сначала эпизодически, а затем всё чаще, употребляется форма Суздаль. Славянское происхождение названия сейчас сомнений не вызывает. В его основе видят глагол съзьдати (современное «создать»), который первоначально имел значение «сделать из глины» (от древнерусского зъдъ — «глина»). Таким образом, название города может быть осмыслено как «сделанный из глины», то есть «глинобитный» или «кирпичный». Однако более вероятно, что от слова съзьдати сначала было образовано имя (прозвище) какого-то человека, видимо, гончара или кирпичника, а уже затем, по его имени, получило название селение. О возможности этого свидетельствует существование древнерусского личного имени Суздал, притяжательная форма от которого — Суздаль, где -jь служит показателем принадлежности (ср. Владимир — Владимирь)[45].
- Юрьев-Польский — основан в 1152 году великим князем Юрием Долгоруким и по имени основателя назван Юрьев. Для отличия от других одноимённых городов (Юрьев на реке Роси, 1095 г.; Юрьев-Ливонский, 1030 г.) этот получает определение Польский — от Юрьево Поле или Поле, название окружавшего город безлесного пространства; определение закрепилось в употреблении с XVI—XVII веков[46].

### Оронимы
- Клинско-Дмитровская гряда — от ойконимов Клин и Дмитров (см.).
- Окско-Цнинский вал — от гидронимов Ока и Цна (см.).
- Мещёрская низменность — названа по финно-угорскому племени мещёра, жившему здесь до XVI века[47].
- Нерльско-Клязьминская низина — от гидронимов Нерль и Клязьма (см.).